# Naftalan
Naftalan (rusky Нафталан Naftalan) je město v Ázerbájdžánu
obklopené rajónem Goranboy, ležící na zemědělské rovině blízko Malého Kavkazu na západě země.

## Etymologie
Slovo Naftalan je odvozeno od slova nafta a ázerbájdžánské přípony -alan, což znamená brát, kupovat. Doslovný význam tedy je kupující naftu.